# 우바가이정
우바가이정(祖母井町)은 도치기현 하가군에 속했던 정이다. 현재는 하가정의 일부에 해당한다.

## 역사
- 1889년 4월 1일 - 정촌제 시행에 의해 하가군 우바가이촌이 성립하였다.
- 1928년 11월 11일 - 정으로 승격해 우바가야정이 되었다.
- 1954년 3월 11일 - 미나미타카네자와 촌, 미즈하시 촌과 합병해 하가정이 성립하여, 동일 우바가이정은 폐지되었다.

## 인구
| 1891년 | 3,707 |
| 1920년 | 4,937 |
| 1935년 | 5,193 |
| 1950년 | 7,146 |

## 참고문헌
- 角川日本地名大辞典編纂委員会『가도카와 일본 지명 대사전 9 栃木県』、가도카와 쇼텐、1984年 ISBN 4-04-001090-6
- 日本加除出版株式会社編集部『全国市町村名変遷総覧』、日本加除出版、2006年、ISBN 4-8178-1318-0